# Burundische Fußballnationalmannschaft der Frauen
Die burundische Fußballnationalmannschaft der Frauen repräsentiert Burundi im internationalen Frauenfußball. Die Mannschaft untersteht der Fédération de Football du Burundi. Die burundische Mannschaft konnte sich erstmals für den Afrika-Cup der Frauen 2022 qualifizieren. In der FIFA-Weltrangliste der Frauen ist die Mannschaft noch nicht platziert.

## Turnierbilanz
Burundi hatte erstmals eine Mannschaft für die Fußball-Afrikameisterschaft der Frauen 2008 gemeldet, stornierte die Teilnahme aber nach der Erstrundenauslosung. Auch für die Fußball-Afrikameisterschaft der Frauen 2012 hatte Burundi gemeldet, trat aber dann wieder nicht an. 2016 nahm die Mannschaft erstmals am CECAFA Women’s Championship teil. Im ersten Spiel gelang gegen Sansibar, das nicht Mitglied der FIFA ist, mit 10:1 der höchste Sieg. Durch zwei Niederlagen schied Burundi aber aus. Drei Jahre später belegte Burundi bei dem Turnier den vierten Platz. Die Teilnahme am Afrika-Cup der Frauen 2020 machte dann die COVID-19-Pandemie unmöglich. Für den Afrika-Cup der Frauen 2022, der als Qualifikation für die WM 2023 dient, konnten sie sich dann durch zwei Siege gegen Dschibuti qualifizieren.

### Weltmeisterschaft
- 1991 (inoff.): nicht existent
- 1995 (inoff.): nicht existent
- 1999 (inoff.): nicht existent
- 2003 (inoff.): nicht existent
- 2007 (inoff.): nicht existent
- 2011: nicht teilgenommen
- 2015: nicht teilgenommen
- 2019: nicht teilgenommen
- 2023: nicht qualifiziert
- 2027: nicht qualifiziert

### Afrikameisterschaft
| - 1991 (inoff.): nicht existent - 1995 (inoff.): nicht existent - 1998: nicht existent - 2000: nicht existent | - 2002: nicht existent - 2004: nicht existent - 2006: nicht existent - 2008: zurückgezogen - 2010: nicht teilgenommen - 2012: zurückgezogen | - 2014: nicht teilgenommen - 2016: nicht teilgenommen - 2018: nicht teilgenommen - 2022: Vorrunde - 2025: nicht qualifiziert - 2026: nicht qualifiziert |

### Olympische Spiele
| - 1996: nicht existent - 2000: nicht existent - 2004: nicht existent - 2008: nicht existent | - 2012: nicht teilgenommen - 2016: nicht teilgenommen - 2020: nicht teilgenommen - 2024: nicht gemeldet |

### Afrikaspiele
- 2003: nicht existent
- 2007: nicht existent
- 2011: nicht existent
- 2015: nicht existent
- 2019: nicht teilgenommen

### CECAFA Women’s Championship
- 2016: Vorrunde
- 2018: nicht teilgenommen
- 2019: 4. Platz
- 2021: abgesagt wg. COVID-19-Pandemie
- 2022: Zweiter

## Letzte/nächste Spiele
| Datum      | Ergebnis | Gegner    |   | Austragungsort | Anlass                   | Bemerkungen |
| ---------- | -------- | --------- | - | -------------- | ------------------------ | ----------- |
| 16.02.2022 | 6:1      | Dschibuti | H | Mwumba         | Afrika-Cup-Qualifikation |             |
| 21.02.2022 | 5:0      | Dschibuti | H | Mwumba         | Afrika-Cup-Qualifikation |             |
| 04.07.2022 | 2:4      | Botswana  | * | Rabat          | Afrika-Cup-Gruppenspiel  |             |
| 07.07.2022 | 1:3      | Südafrika | * | Rabat          | Afrika-Cup-Gruppenspiel  |             |
| 10.07.2022 | 0:4      | Nigeria   | * | Rabat          | Afrika-Cup-Gruppenspiel  |             |

## Spiele gegen Nationalmannschaften deutschsprachiger Länder
Bisher gab es noch keine Spiele gegen Deutschland, Liechtenstein, Österreich und die Schweiz.